# 和兴镇 (广汉市)
和兴镇，是中华人民共和国四川省广汉市曾经下辖的一个镇。2019年12月，撤销和兴镇，将原和兴镇场镇社区、宝堂村、双江村、永和村、红安村、安平村、亲民村所属行政区域划归金鱼镇管辖，将原和兴镇国防村、华严村所属行政区域划归三水镇管辖。

## 行政区划
和兴镇撤销前下辖以下地区：
街道社区、华严村、国防村、永和村、安平村、红安村、亲民村、宝堂村和双江村。